# Храм Воскресения Христова (Брянск)
Храм Воскресе́ния Христо́ва (Воскресенская церковь) — соборный храм Русской православной церкви в городе Брянске. До освящения Троицкого собора (2012) выполнял роль кафедрального собора Брянской епархии.

## История
Храм построен в 1739—1741 гг. как собор Воскресенского женского монастыря, существовавшего в Брянске предположительно с XV века и упразднённого в 1766 году. Является по крайней мере четвёртым храмом, возведённым на этом месте.
В 1706 г. здесь, на месте деревянной церкви, была построена каменная церковь Воскресения Христова, но в связи с угрозой нападения на Брянск войск шведского короля Карла XII, по указу царя Петра I от 10 марта 1706 г., работавший по ремонту брянской крепости капитан Преображенского полка В. Д. Корчмин с целью расширения укреплений разобрал только что построенную каменную церковь, а другие монастырские строения превратил в казармы и служебные помещения крепости.
В 1713 году была построена третья (деревянная) Воскресенская церковь, несколько келий и ограда. Сохранившийся каменный храм сменил эту деревянную церковь в 1739—1741 гг. Одновременно с главным Воскресенским престолом, был устроен придел во имя Святых мучеников Гурия, Самона и Авива.
В марте 1766 года Воскресенский монастырь был упразднён. С этого времени Воскресенский храм стал приходским. В 1769 году к западной стене трапезной была пристроена колокольня, получившая в 1843 г. новое завершение. В том же 1843 году был устроен придел во имя Святого мученика Андрея Стратилата.
По воспоминаниям старожилов, после возникновения в 1922 году обновленческого раскола, храм был поделён между «староцерковниками» и обновленцами. Однако в 1937—1938 годах и православные клирики храма, в том числе священномученик Серафим Василенко, и обновленческий архиепископ Владимир Досычев, были арестованы и вскоре расстреляны.
В конце 1930-х годов, после расстрела духовенства, храм закрыли, а здание переоборудовали под комбинат бытового обслуживания, с надстройкой второго этажа над трапезной частью. Верхние ярусы колокольни и главы основного объёма церкви были разобраны, почти полностью утрачена отделка интерьера.
Храм вновь был открыт в 1942 году во время оккупации Брянска немецко-фашистскими войсками; с конца 1940-х годов значится постоянно действующим.
Отреставрирован в 1985—1986 годах (архитектор В. Н. Городков, историк-искусствовед Е. И. Острова), при настоятеле протоиерее Павле Самчуке. В ходе реставрации храм обрёл тот вид в формах раннего барокко, который сложился в течение 1741—1840-х гг.
Первоначальная живопись конца XIX века, сохранившаяся на западной стене, поновлена без существенных изменений в иконографии. Роспись второй половины XX века выполнена масляными красками в приглушённых тонах. Иконостасы и иконы относятся также к XX веку.
С 2006 года в храме Воскресения Христова находились святые мощи преподобного князя Олега Брянского; 23 июня 2012 года они были перенесены в новоустроенный Троицкий собор.

## Архитектура
Храм расположен на возвышении в бывшем городском посаде, возведён из кирпича и оштукатурен. В традиционной трёхчастной композиции выделяется высокий основной объём — два поставленных друг на друга четверика, увенчанные главой. Сильно вынесенный, пониженный по отношению к четверику алтарь с полукруглой апсидой в центре равен по высоте прямоугольной трапезной с притвором у западного фасада, над которым возвышается ярусная колокольня. Выразительны боковые фасады нижнего четверика с крупными пилястрами, поставленными с отступами от углов. Их композицию определяют три больших окна; два из них, разделенные лопаткой, помещены внизу, а одно, на средней оси, врезано в широкий карнизный пояс и тимпан полуглавия. По сторонам полуглавия помещены меньшие арки, обогащающие завершение этого яруса. Верхний четверик с двумя окнами на боковых фасадах завершён профилированным карнизом с арочными изгибами в центре, над нишами киотов. Широкие карнизные пояса (промежуточный и завершающий) имеют узкие, украшенные бороздками выступы, напоминающие триглифы. Обрамление нижних окон рамочное, с колонками на консолях по сторонам и заглубленной нишей проёма, верхние окна обведены профилированной тягой. Убранство фасадов дополняют лопатки между окнами трапезной и две арочные ниши по сторонам выступа апсиды.:147-149